# Халікеєвська сільська рада
Халіке́євська сільська рада (рос. Халикеевский сельский совет) — муніципальне утворення у складі Стерлібашевського району Башкортостану, Росія. Адміністративний центр — село Халікеєво.

## Населення
Населення — 653 особи (2019, 880 в 2010, 1015 в 2002).

## Склад
До складу поселення входять такі населені пункти:
| Населений пункт     | Населення, осіб (2002) | Населення, осіб (2010) |
| ------------------- | ---------------------- | ---------------------- |
| Акчишма, присілок   | 56                     | 41                     |
| Амірово, село       | 557                    | 483                    |
| Сари-Єлга, присілок | 22                     | 6                      |
| Халікеєво, село     | 380                    | 350                    |